# Mindre aspbarkskinnbagge
Mindre aspbarkskinnbagge (Aradus truncatus) är en insektsart som beskrevs av Franz Xaver Fieber 1860. Mindre aspbarkskinnbagge ingår i släktet Aradus, och familjen barkskinnbaggar. Enligt den finländska rödlistan är arten nära hotad i Finland. Enligt den svenska rödlistan är arten starkt hotad i Sverige. Arten förekommer på Öland, Götaland, Svealand, Nedre Norrland och Övre Norrland. Artens livsmiljö är naturskogar.